# فرنسيس بلانشارد
فرنسيس بلانشارد (بالفرنسية: Francis Blanchard)‏ هو دبلوماسي وسياسي فرنسي، ولد في 21 يوليو 1916 بباريس في فرنسا، وتوفي في 9 ديسمبر 2009 في سويسرا.

## روابط خارجية
- فرنسيس بلانشارد على موقع مونزينجر (الألمانية)